# Ondrej Lenárd
Ondrej Lenárd (* 9. September 1942 in Krompachy) ist ein slowakischer Dirigent. 

## Leben
Nach seinem Studium an der Hochschule für musische Künste Bratislava (VŠMU) begann Ondrej Lenárd 1962 seine künstlerische Laufbahn als Chormeister und Operndirigent am slowakischen Nationaltheater. Von 1984 bis 1986 war er dort als Chefdirigent und von 1997 bis 1998 als Operndirektor tätig.
Ab 1970 war Lenárd Chefdirigent des Symphonischen Orchesters des Slowakischen Rundfunks in Bratislava und von 1993 bis 2001 dessen künstlerischer Direktor. Von 1978 an war er Gastdirigent beim Japan Shinesei Symphony Orchestra in Tokio. 1993 wurde er dort Chefdirigent und Musikdirektor.
Heute arbeitet Lenárd mit international bekannten Orchestern wie z. B. den Münchner Philharmonikern  und mit Solisten wie Piero Cappuccilli und Peter Dvorský zusammen.
Er dirigierte ferner schon an der Wiener Staatsoper, der Houston Grand Opera, am Gran Teatre del Liceu (Barcelona), Teatro San Carlo (Neapel), an der Staatsoper Budapest und an der Státní opera Praha. Als Gastdirigent war er in Kanada, Brasilien, den USA und Japan. 2008 gab er Konzerte mit der Tokyo Philharmonic.

## Rundfunk und Fernsehen
Mehr als 1000 Aufnahmen hat Lenárd für den Rundfunk gemacht, darunter Einspielungen für OPUS, Naxos und Marco Polo. Das slowakische Fernsehen ist im Besitz mehrerer Videoaufnahmen symphonischer Musik mit Lenárd.

## Preise und Auszeichnungen
Im Jahr 1974 gewann er den Preis des Internationalen Wettbewerbs im Fach Dirigieren in Budapest, und 1998 erhielt er die Štúr-Auszeichnung. 2002 wurde Lenárd zum Ehrendirigenten der Philharmonic geehrt.